# Le Plus Grand Français de tous les temps

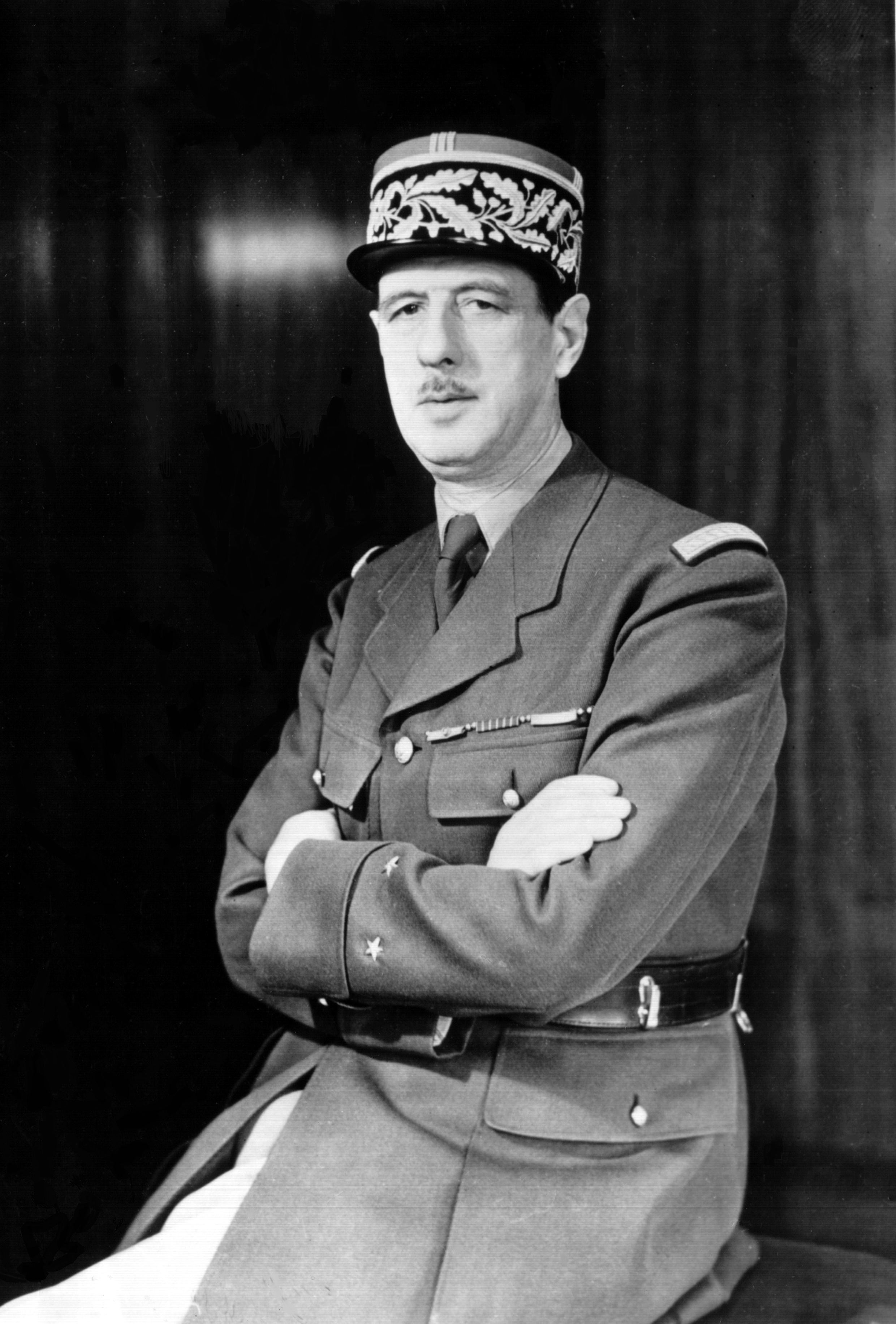
Charles de Gaulle.

Le Plus Grand Français de tous les temps (den störste fransmannen genom tiderna) var ett TV-program som gick på kanalen France 2 i början av 2005. Programmet var baserat på BBCs 100 Greatest Britons. Franska tittare frågades om vem de ansåg var den störste fransmannen. Programmet presenterades av Michel Drucker och Thierry Ardisson och den sista episoden utsändes från franska senaten.
Vinnaren blev den tidigare presidenten och ledaren för de fria franska styrkorna, Charles de Gaulle.
Programmet blev kritiserat av vissa historiker för att det fokuserade på personer från nyare fransk historia. Nyckelpersoner i fransk historia, som bidrog till födelsen av den franska nationen, såsom konung Filip August, Sankt Ludvig, Ludvig XIV eller den franske kejsaren Napoléon Bonaparte ignorerades i hög grad.

## Lista över de största fransmännen genom tiderna
På listan står en italienare, Lino Ventura. Vercingetorix och Karl den store levde i tider då Frankrike fanns inte än.
1. Charles de Gaulle – general och Frankrikes president
2. Louis Pasteur – forskare
3. Abbé Pierre – präst
4. Marie Skłodowska Curie – forskare
5. Coluche – komiker och skådespelare
6. Victor Hugo – författare
7. Bourvil – komiker och skådespelare
8. Molière – dramatiker
9. Jacques-Yves Cousteau – oceanograf
10. Édith Piaf – sångerska
11. Marcel Pagnol – författare och regissör
12. Georges Brassens – musiker
13. Fernandel – komiker och skådespelare
14. Jean de la Fontaine – fabeldiktare
15. Jules Verne – författare
16. Napoleon Bonaparte – general och Frankrikes kejsare
17. Louis de Funès – skådespelare
18. Jean Gabin – skådespelare
19. Daniel Balavoine – musiker
20. Serge Gainsbourg – musiker
21. Zinedine Zidane – fotbollsspelare
22. Karl den store – romersk kejsare
23. Lino Ventura – italiensk skådespelare
24. François Mitterrand – Frankrikes president
25. Gustave Eiffel – arkitekt
26. Émile Zola – författare
27. Sœur Emmanuelle – nunna
28. Jean Moulin – ledare för den franska motståndsrörelsen
29. Charles Aznavour – sångare
30. Yves Montand – sångare och skådespelare
31. Jeanne d’Arc – militär ledare och helgon
32. Philippe Leclerc – general
33. Voltaire – politisk författare
34. Johnny Hallyday – sångare
35. Antoine de Saint-Exupéry – flygare och författare
36. Claude François – sångare
37. Christian Cabrol – kardiolog
38. Jean-Paul Belmondo – skådespelare
39. Jules Ferry – politiker
40. Louis Lumière – uppfinnare av filmen
41. Michel Platini – fotbollsspelare
42. Jacques Chirac – Frankrikes president
43. Charles Trenet – sångare
44. Georges Pompidou – Frankrikes president
45. Michel Sardou – sångare
46. Simone Signoret – skådespelare
47. Haroun Tazieff – vulkanolog
48. Jacques Prévert – poet
49. Éric Tabarly – seglare
50. Ludvig XIV – Frankrikes konung
51. David Douillet – judoutövare
52. Henri Salvador – sångare
53. Jean-Jacques Goldman – musiker
54. Jean Jaurès – politiker
55. Jean Marais – skådespelare
56. Yannick Noah – tennisspelare
57. Albert Camus – författare
58. Dalida – sångerska
59. Léon Zitrone – journalist och TV-presentatör
60. Nicolas Hulot – journalist och TV-presentatör
61. Simone Veil – politiker
62. Alain Delon – skådespelare
63. Patrick Poivre d'Arvor – journalist och författare
64. Aimé Jacquet – fotbollsspelare och förbundskapten
65. Francis Cabrel – sångare
66. Brigitte Bardot – skådespelare
67. Guy de Maupassant – författare
68. Alexandre Dumas den äldre – författare
69. Honoré de Balzac – författare
70. Paul Verlaine – poet
71. Jean-Jacques Rousseau – politisk författare
72. Maximilien de Robespierre – politisk ledare
73. Renaud – sångare
74. Bernard Kouchner – läkare och politiker
75. Claude Monet – konstnär
76. Michel Serrault – skådespelare
77. Pierre-Auguste Renoir – konstnär
78. Michel Drucker – journalist och TV-presentatör
79. Raimu – skådespelare
80. Vercingetorix – gallerhövding
81. Raymond Poulidor – cyklist
82. Charles Baudelaire – poet
83. Pierre Corneille – författare
84. Arthur Rimbaud – poet
85. Georges Clemenceau – general och politisk ledare
86. Gilbert Bécaud – sångare
87. José Bové – syndikalist och politiker
88. Jean Ferrat – sångare
89. Lionel Jospin – politiker
90. Jean Cocteau – dramatiker, poet and regissör
91. Luc Besson – regissör
92. Tino Rossi – sångare
93. Pierre de Coubertin – skapare av de moderna Olympiska spelen
94. Jean Renoir – skådespelare och regissör
95. Gérard Philipe – skådespelare
96. Jean-Paul Sartre – filosof och författare
97. Catherine Deneuve – skådespelare
98. Serge Reggiani – sångare
99. Gérard Depardieu – skådespelare
100. Françoise Dolto – psykoanalytiker